# Genfer Gipfelkonferenz (2021)

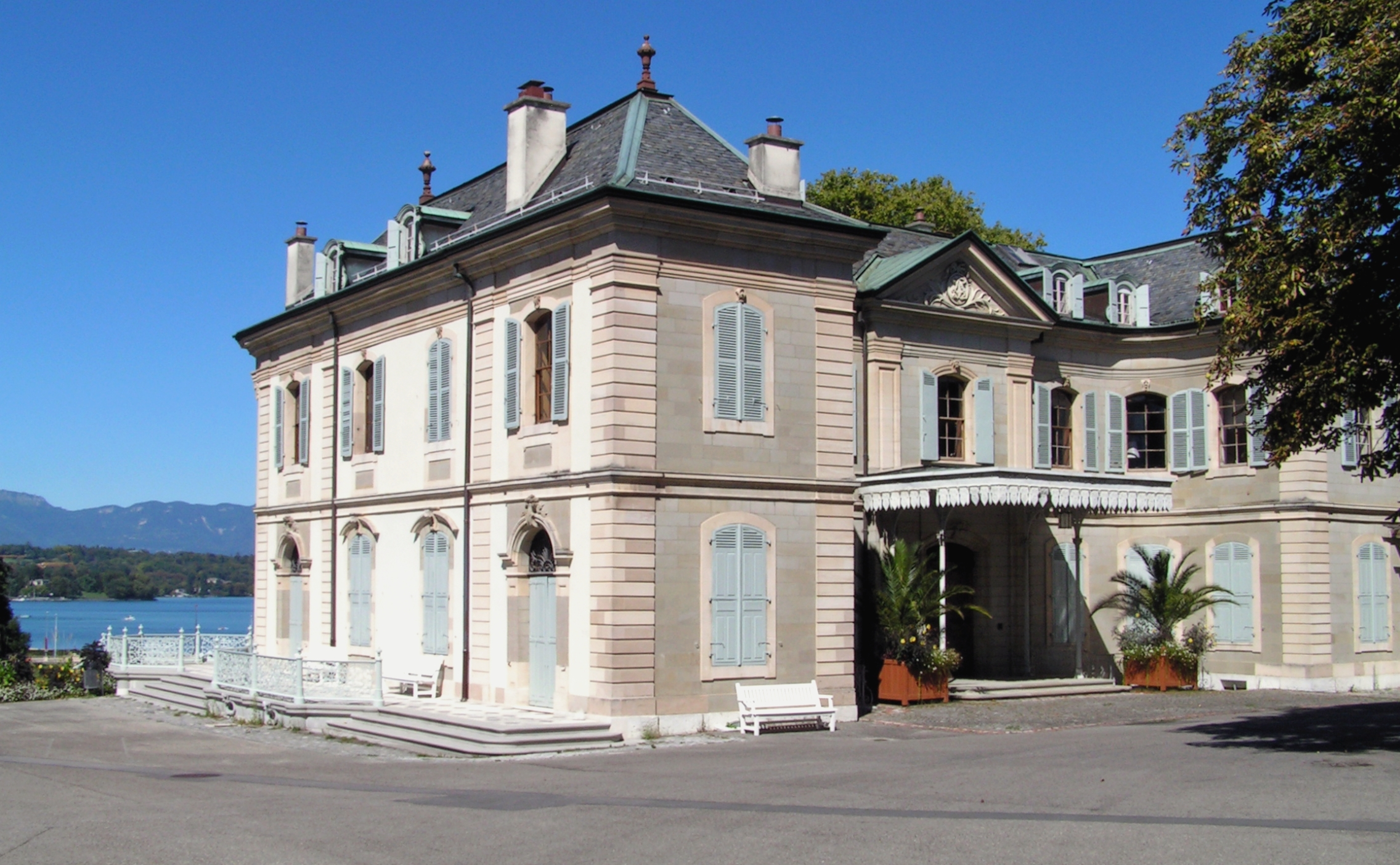
Villa La Grange (2011)

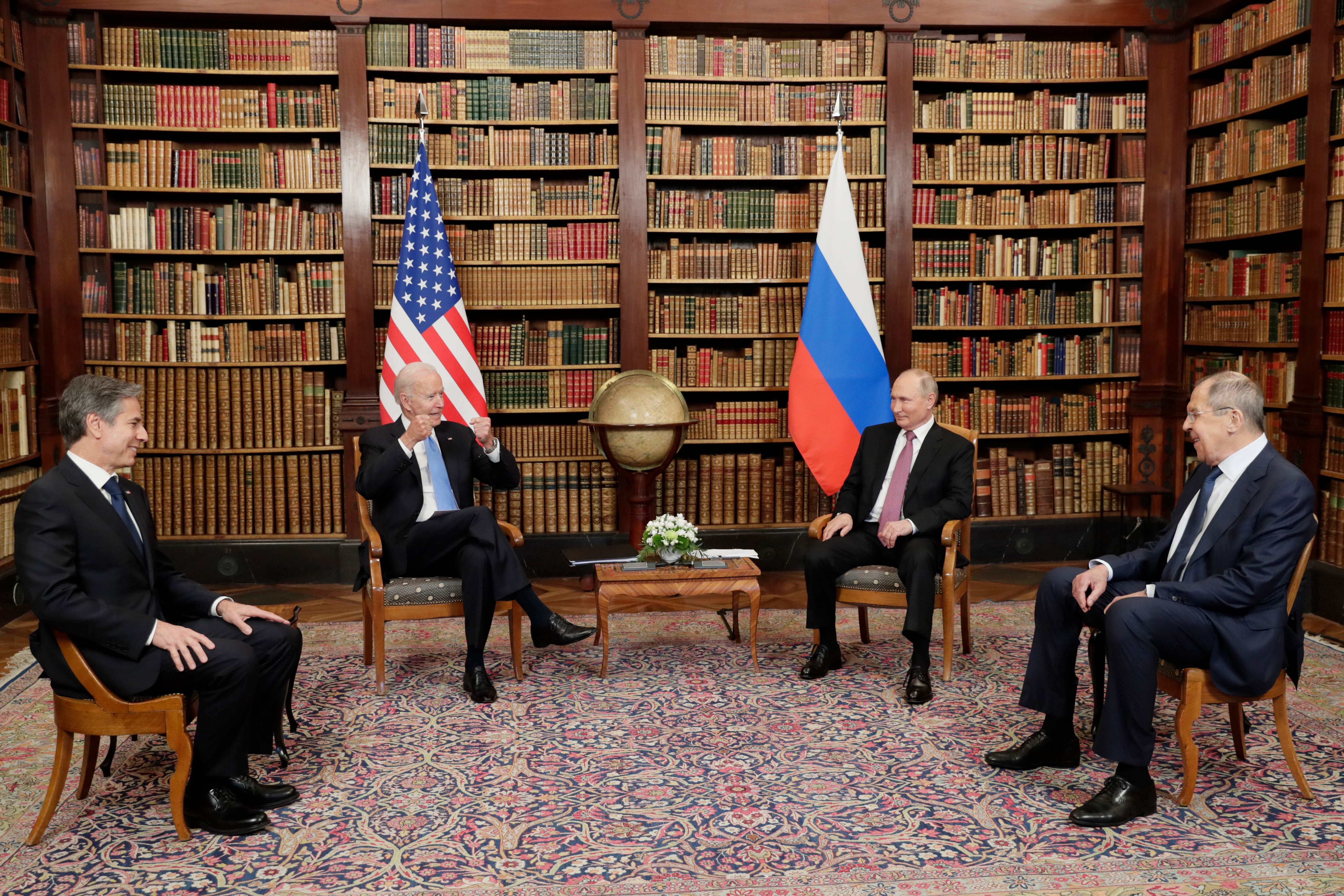
Die Präsidenten mit Aussenministern und Dolmetscherinnen

Die Genfer Gipfelkonferenz (offiziell in Russland russisch Российско-американские переговоры, in den USA englisch U.S.-Russia summit) war ein Gipfeltreffen zwischen dem russischen Präsidenten Wladimir Putin und dem US-amerikanischen Präsidenten Joe Biden am 16. Juni 2021 in der Villa La Grange in Genf.

## Vorgeschichte
Im Frühsommer 2021 äußerte US-Präsident Joe Biden in einer öffentlichen Rede bei einer Zusammenkunft mit US-Truppen auf dem britischen Militärflugplatz RAF Mildenhall, er wünsche angesichts der tiefgreifenden Spannungen in den Beziehungen mit Russland ein direktes Treffen mit dem russischen Präsidenten Wladimir Putin. Er wolle diesem die Sicht der US-Regierung auf verschiedene strategische Probleme der letzten Jahre und auf die Menschenrechtssituation in Russland darlegen.
Kurz danach einigten sich die Regierungen beider Staaten auf ein Treffen der Staatspräsidenten. Sie wählten auf den Vorschlag der Schweizer Regierung hin Genf als Tagungsort. Die Bezeichnung in der USA lautete zunächst «Geneva Summit» und wurde erst wenige Tage vor dem Treffen in «U.S.–Russia Summit» geändert.
Wenige Wochen blieben für die Planung. Der Kanton Genf und die Stadt, Bundesbehörden und die Schweizer Armee bereiteten den Aufenthalt und die Betreuung der Konferenzteilnehmer, ihrer zahlreichen Begleiter und einer großen Zahl Medienschaffender vor. Sie hatten dabei den hohen Erwartungen der russischen und US-amerikanischen Sicherheitsorgane zu entsprechen. Wegen der Nähe der Staatsgrenze zu Frankreich arbeiteten die Schweizer Behörden eng mit französischen Sicherheitskräften zusammen. So übernahm Frankreich die Überwachung des Luftraums auf seinem Staatsgebiet, während die Schweizer Luftwaffe über eigenem Territorium ein Flugverbot rund um den Tagungsort überwachte.
Nach Absprache zwischen Schweizer Behörden mit Vertretern beider Staaten wurde das historische Landhaus im Parc La Grange als Ort für das Gipfelgespräch festgelegt. Das weitläufige Areal des Parc La Grange wurde mit Barrikaden gesichert und überwacht und die Villa La Grange für das Gespräch vorbereitet; so mussten auf US-Wunsch die dafür vorgesehenen Räume im historischen Bauwerk klimatisiert werden. Die Umgebung des Hotels Intercontinental – wo Biden vom 15. zum 16. Juni übernachtete – war für Passanten abgesperrt, während der Tagung auch das Stadtzentrum am Genfersee. Die Schifffahrt, das Fliegen von Drohnen sowie Demonstrationen wurden eingeschränkt.
Besondere Vorkehrungen betrafen den internationalen Flughafen Genf Cointrin, über welchen der kommerzielle Reiseverkehr auch während des Gipfeltreffens mit nur geringen Unterbrüchen weiter lief. Die Abstellplätze der zahlreichen Spezialflugzeuge aus den USA und Russland waren besonders gesichert. Die Schweizer Armee schützte den Flughafen mit einem eigens dafür eingesetzten Bataillon.

## Medien
Etwa 3000 Medienschaffende berichteten direkt aus Genf über den Anlass. Radio Télévision Suisse produzierte im Auftrag der Europäischen Rundfunkunion die Fernsehbeiträge über das Gipfeltreffen.
Am Quai Gustave-Ador errichtete der Kanton Genf ein Medienzentrum mit einer Tribüne, von wo aus die Journalisten und Journalistinnen die Konvois der Präsidenten und die Ereignisse im Parc La Grange beobachten konnten. Nur die bei der russischen oder der US-amerikanischen Regierung akkreditierten Medienschaffenden waren zu den Presseterminen bei der Villa La Grange und dem Hôtel du Parc des Eaux-Vives zugelassen.

## Teilnehmer

### Delegation der Vereinigten Staaten
- Joe Biden, Präsident der Vereinigten Staaten
- Antony Blinken, Aussenminister der Vereinigten Staaten
- Jake Sullivan, Nationaler Sicherheitsberater im Kabinett Biden
- Victoria Nuland, Assistant Secretary of State im US-Aussenministerium
- John Sullivan, Botschafter der Vereinigten Staaten in Russland
- Eric Green, National Security Council Top Russia Advisor
- Stergos Kaloudis, National Security Council Top Russia Advisor

### Delegation der Russischen Föderation
- Wladimir Putin, Präsident der Russischen Föderation
- Sergei Lawrow, Aussenminister der Russischen Föderation
- Anatoli Antonow, Botschafter der Russischen Föderation in den Vereinigten Staaten
- Juri Uschakow, Berater des Präsidenten in aussenpolitischen Fragen
- Dmitri Peskow, Pressesprecher des Präsidenten
- Waleri Gerassimow, Chef des Generalstabes der Streitkräfte Russlands
- Sergei Rjabkow, stellvertretender Aussenminister der Russischen Föderation
- Dmitri Kosak, Vize-Ministerpräsident der Russischen Föderation
- Alexander Lawrentjew, russischer Sonderbeauftragter für Syrien

## Erwartungen
Bei dem verhältnismässig kurzen Gipfeltreffen standen gemäss Mitteilungen beider Seiten unter anderem die Rüstungskontrolle und Abrüstungsfragen, die Menschenrechte, die Cybersicherheit, die COVID-19-Pandemie und der Krieg gegen den Terror auf der Agenda.
Die zunehmende diplomatische Krise zwischen beiden Staaten führte dazu, dass Russland im März 2021 den Botschafter bei den Vereinigten Staaten aus Washington, D.C. zurückbeorderte und im April 2021 den US-Botschafter in Moskau zur Rückkehr in die USA aufforderte. In Genf ging es nun darum, diese Spannungen zu entschärfen.
Im Vorfeld des Gipfeltreffens liessen die beiden Staatspräsidenten über die Medien hohe Erwartungen an den Gesprächspartner veröffentlichen und hielten sich mit Vorwürfen an die Regierungen der jeweils andern Seite wegen politischen Vorgängen in den letzten Jahren nicht zurück. Für Präsident Biden bildete der Aufenthalt in Genf den Abschluss seiner ersten Auslandsreise, bei der er zuvor am G7-Gipfel im britischen St Ives und dem NATO-Gipfeltreffen in Brüssel teilnahm. Biden erklärte im Vorfeld in einem Artikel in der Washington Post seine Absicht, mit dieser Reise den Zusammenhalt der demokratisch regierten Staaten zu festigen.

## Ablauf
Biden reiste bereits am Vortag von Brüssel nach Genf, während Putin den Tagungsort erst am 16. Juni erreichte. Am Abend des 15. Juni fand in Genf ein Gespräch zwischen Biden und Blinken mit dem Schweizer Bundespräsidenten Guy Parmelin sowie dem EDA-Vorsteher Ignazio Cassis statt.
Am frühen Nachmittag des 16. Juni begrüsste Parmelin seine beiden Kollegen Biden und Putin vor der Villa La Grange offiziell als Gäste der Schweiz.
Nach den Gesprächen der Präsidenten und derer Begleitpersonen in der Villa La Grange – die ungefähr dreieinhalb Stunden dauerten – informierten nacheinander Putin auf einer Pressekonferenz in einem Medienzentrum im Park La Grange und Biden in einem ähnlichen Rahmen unmittelbar daneben im Parc des Eaux-Vives über das Treffen. Vor der Abreise traf Putin Parmelin ebenfalls zu einem Gespräch.

## Ergebnisse
Die Präsidenten vereinbarten die baldige Rückkehr der Botschafter auf ihre Posten und die Aufnahme von Gesprächen zwischen den Verwaltungen beider Staaten, um die Problemfelder in den bilateralen Beziehungen und besonders die Gefahr von Cyberattacken zu untersuchen. Sie bezeichneten in den separaten Pressekonferenzen einerseits das Gipfelgespräch als offen und sachlich, während andererseits in vielen wesentlichen Fragen keine Annäherung stattgefunden habe.
Noch am 16. Juni veröffentlichten das Weiße Haus und der Kreml eine gleichlautende Erklärung über den in Genf vereinbarten Dialog betreffend die Rüstungskontrolle und strategische Stabilität. Beide Seiten veröffentlichten zudem das Wortprotokoll ihrer Pressekonferenz nach dem Gipfeltreffen sowie ein Statement zu ihrem Treffen mit dem Schweizer Bundespräsidenten.

## Kritik
Am 15. und 16. Juni fanden verschiedene Protestveranstaltungen auf dem großen Genfer Platz Plaine de Plainpalais statt. Unter anderem versammelten sich Personen aus Syrien und Armenien, um gegen die russische Politik in Bezug auf diese Staaten zu protestieren. Eine Demonstration russischer Staatsbürger verlangte das Ende der Repressionen gegen Alexei Nawalny durch die russische Regierung.
Die Genfer Behörden verweigerten im Vorfeld des Gipfeltreffens mehreren Kundgebungen die Bewilligung, was zum Vorwurf der Grundrechtseinschränkung führte.

## Fussnoten
1. ↑  Российско-американские переговоры. 16. Juni 2021, abgerufen am 17. Juni 2021 (russisch).
2. ↑  Gipfeltreffen von Biden und Putin: Genf ist bereit für das historische Treffen. In: Neue Zürcher Zeitung, 16. Juni 2021.
3. ↑  Kevin Liptak: Biden warns he'll tell Putin 'what I want him to know' as he defines goals of foreign tour. CNN, 9. Juni 2019.
4. ↑  Christoph Bernet: Genf fliegt aus dem Namen: Aus dem «Geneva Summit» wird der «U.S. - Russia Summit». tagblatt.ch, 11. Juni 2016.
5. ↑  Gipfeltreffen Biden-Putin – Bundesrat schränkt Luftraum über Genf ein. srf.ch, 11. Juni 2021, abgerufen am 11. Juni 2021.
6. ↑  Stephanie Nebehay: Biden, Putin set to meet in 18th-century Swiss villa for summit. reuters.com, 9. Juni 2021, abgerufen am 11. Juni 2021.
7. ↑  Matt Viser: Biden, Putin to meet next month in Geneva, the first face-to-face session between the two leaders. The Washington Post, 25. Mai 2021, abgerufen am 11. Juni 2021.
8. ↑  Arrêté relatif aux mesures sécuritaires liées au sommet USA - Russie du 16 juin 2021. Conseil d'Etat, 9. Juni 2021.
9. ↑  Comment Genève aéroport prépare l'arrivée VIP de Biden et Poutine. watson.ch, 11. Juni 2021, abgerufen am 14. Juni 2021.
10. ↑  Christian Lecomte: L’aéroport de Genève attend les grands de ce monde avec armes et bagages. Le Temps, 14. Juni 2021.
11. ↑  Sommet Biden-Poutine. La presse internationale converge à Genève. tdg.ch, 15. Juni 2021.
12. ↑  Putin says he hopes Geneva summit will help improve ties with the U.S. Fortune, 4. Juni 2021.
13. ↑  Anthony Zurcher: Biden-Putin summit: Awkward conversation looms in Geneva. British Broadcasting Corporation, 25. Mai 2021.
14. ↑  US ambassador to leave Moscow as tensions rise. In: The Guardian, 20. April 2021.
15. ↑  Joe Biden arrive ce mardi à Genève avant de se mesurer à Poutine. swissinfo.ch, 15. Juni 2021.
16. ↑  Brian Bennett: How Biden Plans to Get Tough On Vladimir Putin in Their Geneva Summit. Time, 11. Juni 2021, abgerufen am 15. Juni 2021.
17. ↑  Joe Biden: My trip to Europe is about America rallying the world’s democracies. In: The Washington Post, 6. Juni 2012.
18. ↑  L'horaire se précise, Joe Biden attendu à 16h15 à Genève. rts.ch, 15. Juni 2021.
19. ↑  Sommet Biden-Poutine: Le président américain a atterri à Genève. Le Nouvelliste, 15. Juni 2021.
20. ↑  Face to face: Biden, Putin meet for long-anticipated summit. apnews.com, 16. Juni 2021.
21. ↑  Biden and Putin praise Geneva summit talks but discord remain. BBC, 17. Juni 2012.
22. ↑  U.S.-Russia Presidential Joint Statement on Strategic Stability. whitehouse.gov, 16. Juni 2021, abgerufen am 17. Juni 2021.
23. ↑  Remarks by President Biden in Press Conference. whitehouse.gov, 16. Juni 2021, abgerufen am 17. Juni 2021.
24. ↑  Readout of President Biden’s Meeting with President Guy Parmelin and Foreign Minister Ignazio Cassis of Switzerland. whitehouse.gov, 16. Juni 2021, abgerufen am 17. Juni 2021.
25. ↑  Biden-Putin Gipfel: Warum Genf beschuldigt wird, die Meinungsfreiheit zu vergessen. In: watson.ch. 16. Juni 2021, abgerufen am 16. Juni 2021.